# Courcelles-sur-Blaise
Courcelles-sur-Blaise ist eine französische Gemeinde mit 87 Einwohnern (Stand 1. Januar 2022) im Département Haute-Marne in der Region Grand Est (vor 2016 Champagne-Ardenne). Sie gehört zum Arrondissement Saint-Dizier und zum Kanton Joinville. Die Einwohner werden Courcellois genannt.

## Geographie
Courcelles-sur-Blaise liegt etwa 40 Kilometer nordnordwestlich von Chaumont am Fluss Blaise. Umgeben wird Courcelles-sur-Blaise von den Nachbargemeinden Dommartin-le-Franc im Norden, Baudrecourt im Süden und Südosten sowie Dommartin-le-Saint-Père im Süden und Westen.

## Bevölkerungsentwicklung
| Jahr                       | 1962 | 1968 | 1975 | 1982 | 1990 | 1999 | 2006 | 2011 | 2019 |
| -------------------------- | ---- | ---- | ---- | ---- | ---- | ---- | ---- | ---- | ---- |
| Einwohner                  | 164  | 154  | 136  | 127  | 117  | 119  | 121  | 120  | 93   |
| Quellen: Cassini und INSEE |      |      |      |      |      |      |      |      |      |

## Sehenswürdigkeiten
- Kirche Sainte-Libère, um 1200 erbaut

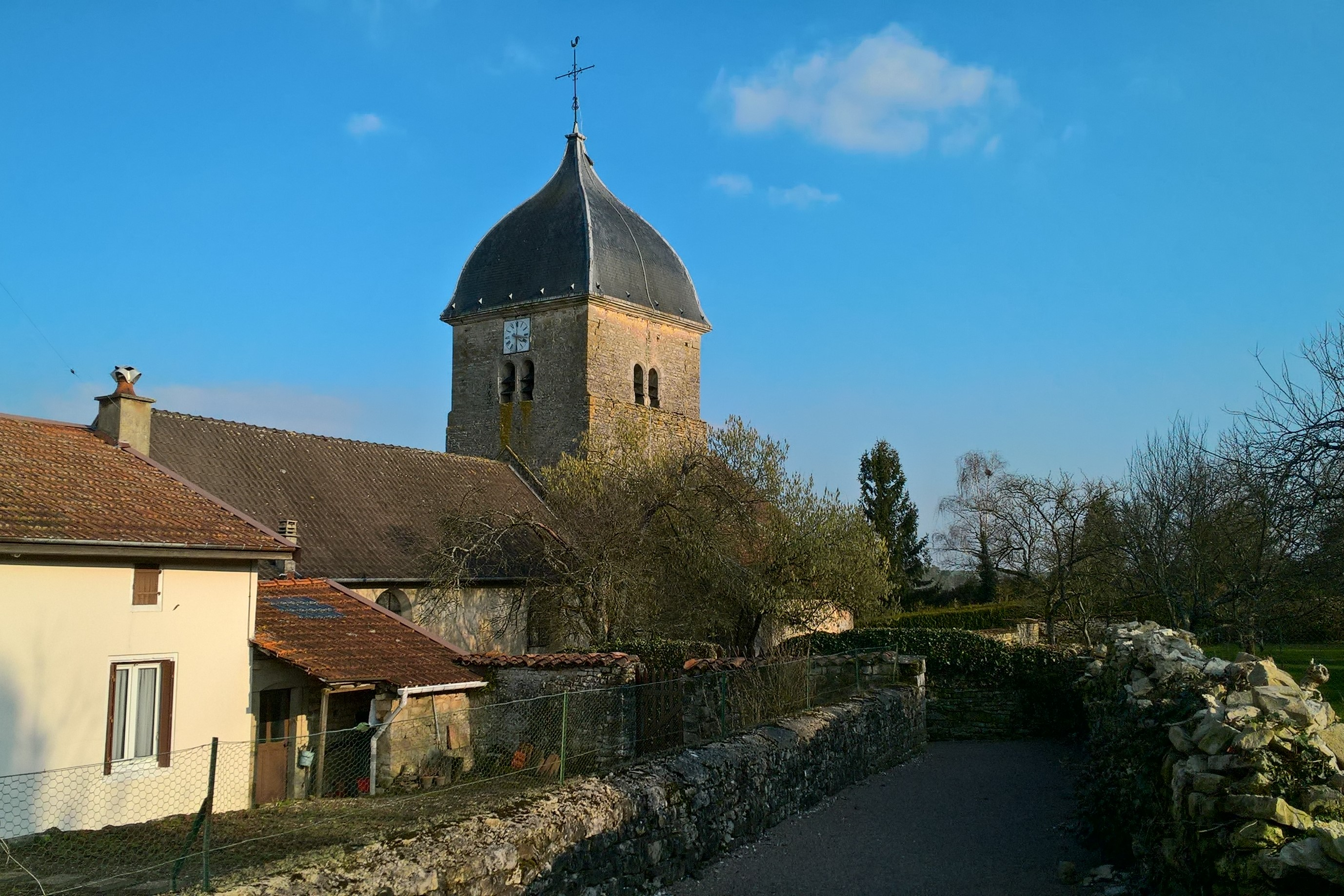
Kirche Sainte-Libère